# Mimoun Chengachi
Mimoun Chengachi, surnommé Simon, né en 1952 à Tanger (Maroc), est un criminel néerlandais.
Actif dans le milieu du haschich aux Pays-Bas dans les années 1990, Mimoun Chengachi, chef de la famille Chengachi entre en conflit en 1999 avec la famille Azouagh de Bréda sur fond de trafic de drogues. Plusieurs incidents ont lieu avant la disparition de Mimoun (49 ans), le 5 septembre 2001 à Lauwerecht. Il n'est jamais retrouvé.
Dans les années qui suivent la disparition de Mimoun, de nombreuses querelles ont lieu entre les deux familles : la fusillade de Tanger en 2002 (2 morts et 3 blessés), la fusillade d'Amsterdam de 2002 (2 blessés) et l'assassinat de Youssef Azouagh en 2004. Après un cesse-feu entre les deux familles en 2005, la famille Chengachi continue ses activités dans le milieu, donnent la mort à plusieurs membres de la famille dans le conflit Mocro Maffia dans les années 2010.
Le 9 avril 2018, le criminel Willem Holleeder, en présence de Peter R. de Vries et son avocate Sander Janssen, révèle lors de son procès que le corps de Mimoun Chengachi aurait été découpé en morceaux.

## Biographie

### Naissance et enfance
Mimoun Chengachi naît à Tanger au Maroc et émigre dans les années 1970 aux Pays-Bas dans le but de trouver un travail et une meilleure condition de vie. Il s'installe ainsi à Utrecht, dans le quartier de Kanaleneiland, se marie au Maroc et fait monter également sa femme vers les Pays-Bas, il s'ensuit la naissance de six enfants.

### Carrière criminelle
Dans les années 1990, la famille Chengachi fait son entrée dans l'importation du haschich marocain aux Pays-Bas. La famille décide ainsi d'investir dans l'ouverture de plusieurs coffee-shops à Utrecht et Amsterdam. Dans le monde souterrain, Chengachi adopte le surnom Simon. Il est ainsi impliqué dans le commerce de la drogue et se spécialisait dans les transactions en espèces, une pratique courante à l'époque. Au sein de ce milieu, Mimoun Chengachi est vu comme le chef de la famille, au dessus dans la hiérarchie, suivi de ses frères Allal et Omar.
Lors de cette période, Willem Holleeder est vu comme l'un des plus grands criminels du pays et fait régulièrement la une des journaux à la suite de ses activités criminelles. Quant à Chengachi, la famille parvient à rester sous le radar de la justice néerlandaise, important régulièrement des grandes quantités de haschich en provenance du Rif.
En 1999, la famille Chengachi est engagée dans une vendetta sanglante, à la suite d'un vol d'une cargaison de 500 kilos de haschisch par la famille Azouagh originaire de Bréda. De nombreux incidents ont lieu : grenades explosifs, fusillades et attaques entre les deux familles aussi bien à Utrecht qu'à Bréda. Quelque temps plus tard, l'entourage de Willem Holleeder est également impliquée dans cette guerre.

#### Disparition de Willem van Baaren en 2001
Peu avant sa disparition, il avait des conversations avec un certain Willem van Baaren, qui a ensuite été retrouvé mort dans sa Mercedes-Benz à Amsterdam, attirant ainsi l'œil des enquêteurs néerlandais. Willem van Baaren, un homme d'affaires de Hierden, a été enlevé en 2001 et son corps a été découvert quelques semaines plus tard dans le canal d'Amsterdam au Rhin, près de Loenen aan de Vecht. Ses ravisseurs n'ont pas pris contact avec la famille ni demandé de rançon. Il avait été enlevé depuis le parking de l'hôtel Mercure Nulde-Putten le long de l'autoroute A28. Des témoins français ont assisté à l'enlèvement et ont vu l'homme d'affaires être violemment emmené dans une voiture. Sa Mercedes Benz avait été retrouvée abandonnée près de l'hôtel Mercure. On savait cependant qu'il avait des liens avec le milieu criminel.  
Plus tard, l'ancien chef de la police judiciaire d'Amsterdam, Willem Woelders, a établi un lien entre la disparition de Van Baaren et une organisation marocaine avec laquelle Thomas van der Bijl (nl) faisait affaire. Cette organisation aurait été impliquée dans plusieurs meurtres, notamment en Brabant et au Maroc. Cependant, Paul Epskamp, est accusé à tort de vol de haschisch et est assassiné de manière brutale. Sa mort est associée à une sanglante vendetta entre deux familles mafieuses marocaines. Willem van Baaren, quant à lui, menait une double vie en tant que baron de la drogue malgré sa foi profonde. Sa fille avait découvert des informations sur des criminels notoires, dont Paul Epskamp, ainsi que sur deux familles marocaines en conflit qui se livraient une vendetta meurtrière.

## Disparition
- Le 5 septembre 2001, Mimoun Chengachi est porté disparu à Lauwerecht[4],[5]. Bien que tous les yeux se tournent vers la famille Azouagh de Bréda, la justice néerlandaise n'a jamais pu identifier ou arrêter les auteurs de sa disparition.

## L'après-disparition: la suite d'une guerre sans fin

### Attaques: La famille Chengachi cible principale (2001-2003)
En septembre 2002, une fusillade éclate au coffee shop Cobra, situé dans le quartier Jordaan d'Amsterdam et appartenant à la famille Chengachi. Omar Chengachi, frère de Mimoun, est blessé lors de l'incident, tandis qu'Allal Chengachi survit malgré 26 balles reçues. 
En 2002, Allal Chengachi est visé dans une attaque perpétrée par plusieurs hommes qui l'ont pris en embuscade dans une camionnette sur Stanleylaan à Utrecht. À l'époque, il était propriétaire du coffee shop Cobra dans la Bilderdijkstraat d'Utrecht. 
En juin 2003, une grenade a été lancée à l'intérieur du coffee shop Cobra à Amsterdam, mais personne n'a été blessé. 

### Contre-attaques: Fusillade mortelle à Tanger, une autre à Bréda (2002-2004)
Le 15 juillet 2002 à Tanger, des inconnus ouvrent le feu sur plusieurs membres de la famille Azaouagh alors qu'ils étaient attablés en terrasse du restaurant Di Napoli situé dans le coin entre la Rue Reda et le Boulevard Beethoven, tuant Jamal Azouagh et blessant également un cireur de chaussures de 12 ans et deux passants. Youssef Azouagh, présent aussi, survit à cette fusillade. 
Le 10 novembre 2004, alors que Youssef Azaouagh (44 ans) sort de sa voiture pour rentrer chez lui, il est finalement abattu à Bréda. L'auteur de son assassinat n'est jamais retrouvé.

### Mocro Maffia et Audi Gang: Les Chengachi mènent la suite de l'organisation (depuis 2004)
En 2005, bien que les circonstances de la disparition de Mimoun Chengachi restent floues et qu'un cesse-feu a lieu entre les deux familles rivales, les autres membres de la famille Chengachi mènent la succession de l'organisation, se tournant dans les années 2010 vers le commerce de la cocaïne. Pendant qu'une guerre de la Mocro fait rage à Amsterdam, la famille Chengachi, installée à Utrecht, entretient des liens étroits avec la famille Taghi.  
Pendant que deux de ses neveux, Yassin Chengachi et Sadik Chengachi rejoignent dans les années 2010 les rangs de l'Audi Gang originaire d'Utrecht. Un autre neveu prend les rênes de la famille mafieuse Chengachi en commençant avec l'importation de cocaïne en collaborant avec ses oncles Allal et Omar.
Le 3 février 2016, Yassin Chengachi fait partie d'un trio du quartier Kanaleneiland à Utrecht pour un braquage explosif en Allemagne. Après avoir pris le butin au bord d'une Audi sportive, le contrôle du véhicule est perdu à une vitesse maximale de 250 km par heure à Krefeld. Yassin Chengachi est alors le seul survivant du trio qu'il a formé avec Mohammed H. et Redouan A..
Le 11 mars 2016, Sadik Chengachi meurt après un braquage explosif commis en Allemagne dans un trio avec Anouar Taghi et Kevin H.. En effet, lors d'une fuite avec le butin, l'Audi finit par dériver de l'autoroute à une vitesse de 250 km par heure à Meppen. Sadik Chengachi meurt sur le coup, Kevin H. est transporté d'urgence à l'hôpital et Anouar Taghi prend la fuite en faisant appel à un taxi qui le conduit à un hôtel, avant d'être arrêté par la police.
Le 12 janvier 2017, par erreur, Hakim Changachi est abattu par des tueurs à gages en bas de son domicile. Le nom de la personne abattu est révélé par le blogueur Martin Kok. L'un des auteurs, Nabil Bakkali, un ami d'enfance et travaillant pour Ridouan Taghi, avait prévu d'abattre Khalid H. sous les ordres de Taghi et qui conduit le même véhicule. Sous une pression de la famille Changachi, il se rend pour cette raison à la justice néerlandaise pour être arrêté et devenir le témoin clé contre l'organisation de Ridouan Taghi.

## Enquêtes
Le problème reste non résolu, malgré les enquêtes de Peter R. de Vries durent jusqu'en avril 2018, à l'occasion du procès de Willem Holleeder. Ce dernier prétend lors de son procès que Mimoun Chengachi aurait été découpé en morceaux, bien que son procès était fixé sur John Jansen. Ce dernier aurait témoigné que Cor van Hout (nl) se serait retrouvé impliqué dans un conflit entre la famille Chengachi d'Utrecht et la famille Azouagh de Bréda.
Lors de son procès, Holleeder affirme être au courant de l'histoire des trois Marocains et de la cargaison de drogue volée, l'un d'entre eux ayant disparu et prétendument découpé en morceaux selon Holleeder. Il aurait également indiqué que plusieurs éléments étaient entremêlés, ce qui rendait difficile de déterminer qui était responsable de quoi. Peter R. de Vries aurait enquêté pour déterminer si cela pourrait être lié à l'assassinat de Cor van Hout, mais n'aurait pas abouti à des conclusions définitives dans cette enquête.
John Jansen était l'un des principaux membres de la Juliëtbende, un groupe criminel de Breda qui s'était spécialisé dans les enlèvements, l'extorsion, la violence et le trafic de drogues dans les années 90. Après sa condamnation, John Jansen aurait affirmé être entré dans le milieu criminel marocain. Dans sa déclaration, il aurait mentionné qu'il avait été en contact avec Cor van Hout juste avant sa mort, en raison d'un conflit impliquant Gijs van Dam et un groupe de Marocains d'Utrecht, dont Mimoun Chengachi.
Gijs van Dam était un ami proche de Cor van Hout et aurait été impliqué dans un conflit avec un groupe de criminels marocains au sujet d'une importante quantité de drogue. Cela l'aurait entraîné dans le conflit entre la famille Azouagh de Breda et la famille Chengachi d'Utrecht. Cor van Hout aurait tenté de servir de médiateur en contactant John Jansen, espérant que ce dernier pourrait l'aider dans ce conflit. Selon John Jansen, Mimoun Chengachi et Jamal Azouagh auraient également été impliqués dans ce conflit.

### Ouvrages
Cette bibliographie est indicative.
Cette bibliographie est indicative.
 : document utilisé comme source pour la rédaction de cet article.
- (nl) Wouter Laumans et Marijn Schrijver, Mocro Maffia, Lebowskipublishers, 2015, 256 p. (ISBN 978-90-488-2803-6)
- (nl) Wouter Laumans et Marijn Schrijver, Wraak, Amsterdam, Lebowski, 2019, 224 p. (ISBN 978-90-488-3621-5)